# Robert Fuchs (Komponist)

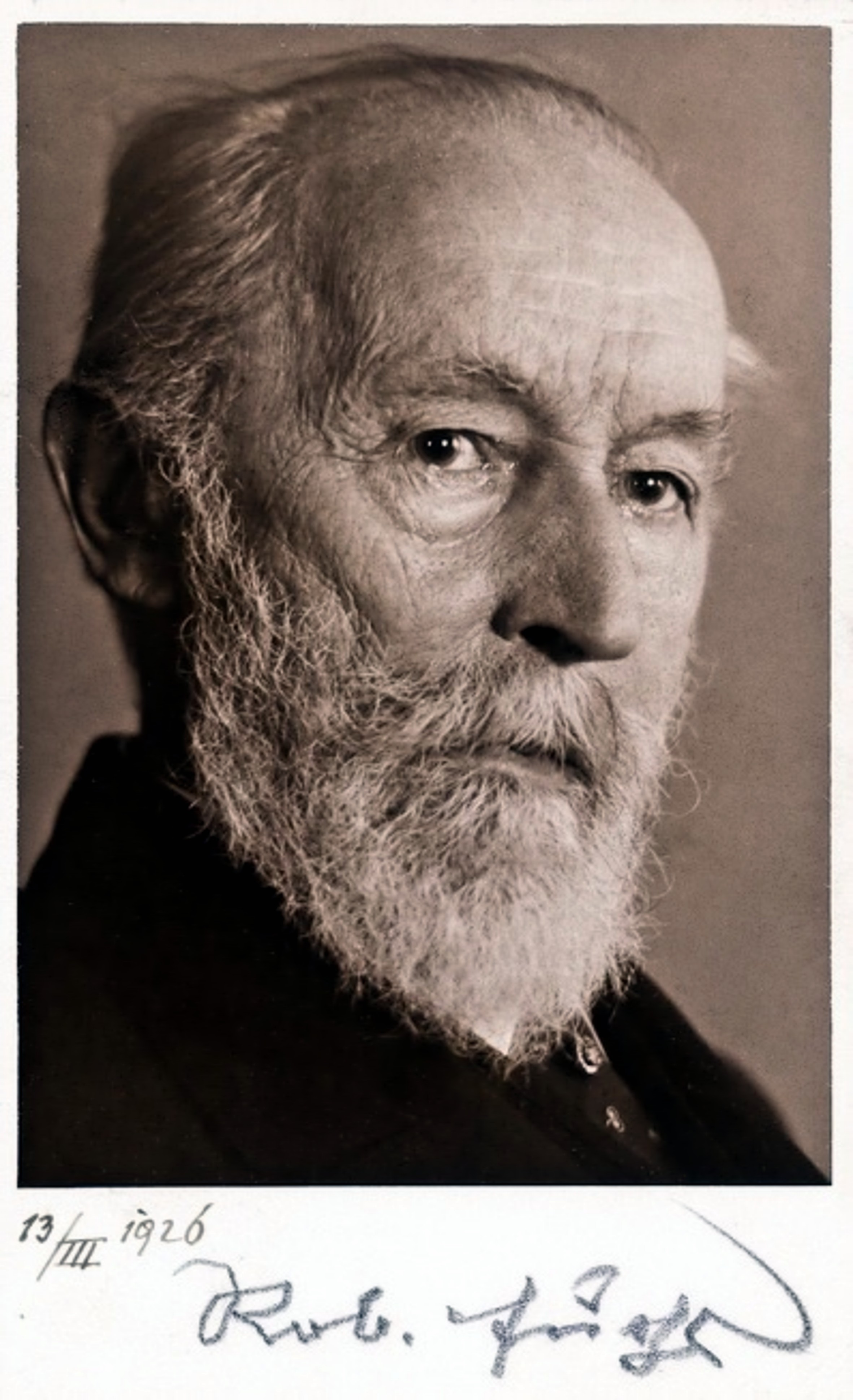
Robert Fuchs

Robert Fuchs (* 15. Februar 1847 in Frauental an der Laßnitz, Steiermark; † 19. Februar 1927 in Wien) war ein österreichischer Komponist und Musikpädagoge der Romantik.

## Leben
Robert Fuchs war jüngstes von dreizehn (oder zwölf) Kindern von Patriz Fuchs aus Vorau, eines Schullehrers der Werksschule der Messingfabrik in der kleinen weststeirischen Gemeinde Frauental an der Laßnitz. Seine Mutter war Maria, eine Tochter des Gastwirtes Bernhart Rothleitner vlg. Hartl in Stallhof. Der Vater war auch als Musiker tätig und darin geschätzt, er gründete die „Laßnitzthaler Harmoniegesellschaft“. Ein fünf Jahre älterer Bruder war Johann Nepomuk Fuchs, der als Dirigent, Hofkapellmeister in Wien und Direktor des Konservatoriums der Gesellschaft der Musikfreunde in Wien wirkte und zu Lebzeiten bekannter war als sein Bruder Robert.
Die Schulzeit verbrachte Robert Fuchs an der Volksschule in Zeierling (Ortsteil von Frauental), in St. Peter im Sulmtal, an der Hauptschule in Marburg und an der Unterrealschule in Graz. Ersten Musikunterricht (Klavier, Geige und Orgel) erhielt er mit acht Jahren bei Martin Bischof, einem Onkel von Hans Kloepfer. Martin Bischof war mit der Schwester von Robert Fuchs, Maria Antonia,  verheiratet, die als „Sulmtaler Nachtigall“ bekannt war. Mit 15 Jahren schrieb Robert Fuchs sein erstes Klavierstück. Dem Willen seines Vaters folgend absolvierte er eine Ausbildung am Lehrerseminar in Graz, in dieser Stadt hatte er auch seine ersten öffentlichen Auftritte als Organist. Er legte die Prüfung zum Volksschullehrer ab, wollte aber diesen Beruf nicht ausüben. Danach ging er mit Unterstützung des aus Schwanberg stammenden Wilhelm Gericke und von W. A. Rémy 1865 nach Wien, um am Konservatorium der Gesellschaft der Musikfreunde bei Felix Otto Dessoff Komposition zu studieren. Seine musikalische Vorbildung erlaubte es ihm, die Theoriekurse zu überspringen. 1866 war er Organist an der Piaristenkirche, danach Organist der Hofkapelle. Als Dank für diese Anstellung komponierte er jährlich eine Messe, die abwechselnd in der Hofkapelle, im Stephansdom und in der Michaelerkirche aufgeführt wurde.
Als Abschlusswerk seines Studiums präsentierte er 1867 eine Sinfonie. Von 1875 bis 1912 war er Professor für Theorie am Wiener Konservatorium.

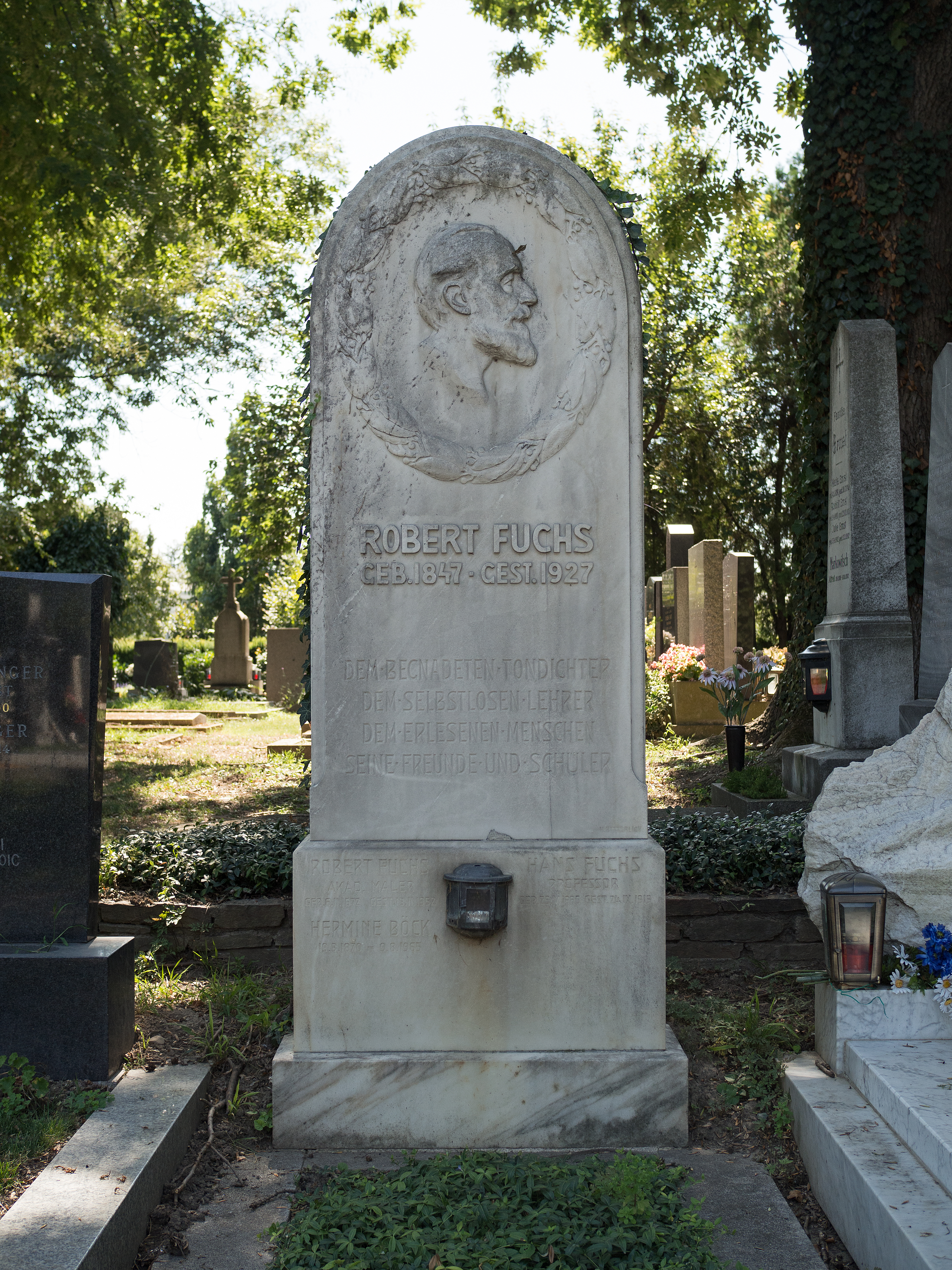
Grab von Robert Fuchs auf dem Wiener Zentralfriedhof

Von 1901 an bis zu seinem Tod verbrachte Fuchs die Sommermonate in Admont in der Villa seines Freundes Anton Mayr, der eine persönlich gehaltene Biografie über ihn verfasste. Dem Admonter Abt Oswin Schlammadinger widmete Fuchs seine Messe G-dur, op. 108.
Berühmte Schüler waren Leo Fall, Franz Haböck, Richard Heuberger, Erich Wolfgang Korngold, Gustav Mahler, Erkki Melartin, Franz Schmidt, Franz Schreker, Jean Sibelius, Robert Stolz, Richard Strauss, Bernhard Tittel, Hugo Wolf, Alexander von Zemlinsky und der Zoologe Paul Kammerer. 1881 wurde ihm der Beethovenpreis für sein Klavierkonzert verliehen. In den Jahren 1894 bis 1905 war er außerdem Organist der Wiener Hofmusikkapelle. Er starb vier Tage nach seinem 80. Geburtstag, angeblich an den Folgen der Anstrengungen seiner Geburtstagsfeier. Er ist auf dem Wiener Zentralfriedhof (33E-3-5) in einem ehrenhalber gewidmeten Grab beigesetzt.
Im Jahr 1934 wurde in Wien-Penzing (14. Bezirk) die Robert-Fuchs-Gasse nach ihm benannt. Admont widmete ihm eine Gedenktafel mit einem Text von Hans Kloepfer, der auch Texte zu Liedern von Robert Fuchs beisteuerte. In Frauental gibt es den „Robert Fuchs-Chor“ und eine nach ihm benannte Parkanlage. Der von Robert Fuchs, der in seiner Freizeit gerne Wanderungen unternahm, gegründete Neue Wiener Touristenclub wurde zu seinem 80. Geburtstag in „Robert Fuchs Gilde“ umbenannt. Die zu Ehren von Robert Fuchs errichtete „Robert Fuchs Hütte“ auf dem  Wolfersberg im Westen Wiens existiert nicht mehr. Von 1932 bis 1939 bestand in Wien eine Robert-Fuchs-Gesellschaft.
1880 und 1884 gewann Fuchs den Kompositionswettbewerb der Gesellschaft der Musikfreunde, 1866 erhielt er den Beethoven-Kompositionspreis. Zu den umfangreichen Ehrungen, die dem (an sich schüchternen und bescheidenen) Robert Fuchs zuteilwurden, gehörten auch eigene Konzerte der Wiener Philharmoniker.
Aus der Ehe mit Amalia, die er 1869 geheiratet hatte, gingen zwei Söhne und eine Tochter hervor. Der Tod seiner Gattin 1898 löste bei Robert Fuchs eine schwere Depression aus. Die folgenden Jahre verbrachte er im Sommer in der Heimat seiner Frau in Hirtenberg; seinen Haushalt führte die Nichte seiner Frau, Hermine Böck.

## Werk
Robert Fuchs schrieb im Laufe seines Lebens zwei Opern („Die Königsbraut“, 1889, und „Die Teufelsglocke“, 1893), drei Sinfonien, fünf Orchesterserenaden, ein Klavierkonzert, vier Streichquartette, mehrere Klaviertrios und Streichtrios. Hinzu kamen drei Sonaten für Klavier, je eine für Viola und Kontrabass, zwei für Cello und sechs für Violine.
Außerdem verfasste er Stücke für Orgel, Lieder, Kirchenmusik, Kammermusik und andere Stücke für verschiedenste Besetzungen.
Berühmt wurde er durch seine erste Serenade (1874), die ihm den Spitznamen „Serenaden-Fuchs“ einbrachte; er schrieb in der Folge noch vier Werke mit diesem Titel. 
Johannes Brahms lobte und förderte Robert Fuchs. Fuchs widmete Brahms sein erstes Klaviertrio. Mit den beiden Sinfonien aus den Jahren 1886 und 1887 konnte er seine Popularität festigen, während er mit seinen beiden Opern bei weitem nicht so erfolgreich war.

## Nachruhm
Fuchs geriet nach seinem Tod bald in Vergessenheit. Er galt manchen als Brahms-Epigone und es ist die Ansicht publiziert, dass in zwei seiner Phantasien für Orgel manches mehr nach Brahms klinge als in dessen eigenen Orgelwerken. Vermutlich liegt der Erfolg von Robert Fuchs in erster Linie im Ruhm seiner Schüler, vor allem Franz Schrekers und Gustav Mahlers.
Sein Nachruhm litt unter einem Bonmot: Nach einer Aufführung meinte der Dirigent Joseph Hellmesberger senior – in Anspielung auf das Kinderlied Fuchs, du hast die Gans gestohlen –: „Fuchs, die hast du ganz gestohlen“. Tatsächlich bezieht es sich auf den letzten Satz seiner 5. Serenade, in dem er ausgiebig Motive aus der Fledermaus von Johann Strauss (Sohn) verarbeitete. Da Fuchs dieses Werk aber anlässlich des 50. Dirigentenjubiläums seines Freundes komponiert hat, liegt hier kein Plagiat, sondern eine Hommage an den „Walzerkönig“ vor.
Eine Ersteinspielung seines Klavierkonzerts auf Schallplatte bzw. CD erschien erst 2003.

## Werke (Auswahl)

### Orchesterwerke
- Symphonien
  - Symphonie in h-Moll („Conservatoriumsarbeit“, 1867)
  - Symphonie Nr. 1 C-Dur, op. 37 – 1885 bei Fritz Simrock in Berlin erschienen
  - Symphonie Nr. 2 Es-Dur, op. 45
  - Symphonie Nr. 3 E-Dur, op. 79
  - Symphonie in g-Moll (Entwurf)

- Serenaden
  - Serenade für Streichorchester Nr. 1 D-Dur, op. 9
  - Serenade für Streichorchester Nr. 2 C-Dur, op. 14
  - Serenade für Streichorchester Nr. 3 e-Moll, op. 21
  - Serenade für Streichorchester und zwei Hörner, Nr. 4 g-Moll, op. 51
  - Serenade für kleines Orchester Nr. 5 D-Dur, op. 53

- „Des Meeres und der Liebe Wellen“, Ouvertüre op. 59
- Andante grazioso & Capriccio für Streichorchester, op. 63
- Klavierkonzert b-Moll, op. 27 (1880/81) „Beethoven-Preis“

### Vokalwerke
- Opern
  - Die Königsbraut, in 3 Akten, op. 46 (1889) (Librettist: Ignaz Schnitzer) uraufgeführt in Wien
  - Die Teufelsglocke, in 3 Akten (ohne Opus-Nummer) (1891) (Librettist: Bernhard Buchbinder)

- Chorwerke
  - Messe G-dur, op. 108 (mit Orgel)
  - Messe d-Moll, op. 116 (a cappella)
  - Messe F-Dur, ohne Opus-Nummer (mit Orchester)

### Kammermusik
- Quintette
  - Quintett für Klarinette und Streichquartett Es-Dur, op. 102

- Quartette
  - Streichquartett Nr. 1 E-Dur, op. 58
  - Streichquartett Nr. 2 a-Moll, op. 62
  - Streichquartett Nr. 3 C-Dur, op. 71
  - Streichquartett Nr. 4 A-Dur, op. 106
  - Klavierquartett Nr. 1 g-Moll, op. 15
  - Klavierquartett Nr. 2 h-Moll, op. 75

- Trios
  - Trio fis-Moll für Violine, Viola und Klavier, op. 115
  - Sieben Fantasiestücke für Violine, Viola und Klavier, op. 57
  - Streichtrio A-Dur, op. 94
  - Klaviertrio C-Dur, op. 22
  - Klaviertrio B-Dur, op. 72
  - Terzette für zwei Violinen und Viola op. 61, Nr. 1 A-dur und Nr. 2 D-dur
  - Terzett für zwei Violinen und Viola in cis-Moll, op. 107

- Duos
  - Zwei Violinen
    - Zwanzig Duos, op. 55

  - Violine und Viola
    - Zwölf Duette, op. 60

  - Violine und Klavier
    - Violinsonate Nr. 1 fis-Moll, op. 20
    - Violinsonate Nr. 2 D-Dur, op. 33
    - Violinsonate Nr. 3 d-Moll, op. 68
    - Violinsonate Nr. 4 E-Dur, op. 77
    - Violinsonate Nr. 5 A-Dur, op. 95
    - Violinsonate Nr. 6 g-Moll, op. 103
    - Zehn Fantasiestücke für Violine und Klavier, op. 74
    - Sieben Intermezzi für Violine und Klavier, op. 82

  - Viola und Klavier
    - Violasonate d-Moll, op. 86
    - Sechs Fantasiestücke für Viola und Klavier, op. 117

  - Violoncello und Klavier
    - Cellosonate Nr. 1 d-Moll, op. 29
    - Cellosonate Nr. 2 es-Moll, op. 83
    - Sieben Fantasiestücke für Violoncello und Klavier, op. 78

  - Kontrabass und Klavier
    - Kontrabasssonate B-Dur, op. 97
    - Drei Stücke für Kontrabass und Klavier, op. 96

### Solowerke
- Orgel
  - Fantasie C-Dur, op. 87
  - Fantasie e-Moll, op. 91
  - Fantasie Des-Dur, op. 101
  - Variationen und Fuge

- Klavier
  - Klaviersonate Nr. 1 Ges-Dur, op. 19 (1877)
  - Klaviersonate Nr. 2 g-Moll, op. 88 (1910)
  - Klaviersonate Nr. 3 Des-Dur, op. 109 (1919)
  - Drei Stücke op. 5
  - Ländliche Szenen op. 8
  - Improvisationen op. 11
  - Capricietti op. 12
  - Scherzo f-Moll op. 23
  - 12 Etüden op. 31
  - Jugendklänge op. 32
  - Präludien op. 34
  - 20 phantastische Skizzen op. 49
  - 10 Fugen op. 76 (1905)
  - 9 Fantasiestücke op. 89
  - Zwölf Walzer, op. 110
  - Tautropfen, dreizehn Stücke für Klavier, op. 112

- Klavier zu 4 Händen
  - Frühlingsstimmen. 12 Stücke, op. 1
  - 5 Stücke op. 4
  - 6 Stücke op. 7
  - 7 Variationen d-Moll op. 10
  - Walzer op. 25
  - In der Dämmerstunde, 10 Skizzen op. 38 – 1885 bei Fritz Simrock in Berlin erschienen
  - 20 Wiener Walzer op. 42 (1896)
  - Miniaturen op. 44 (1887)
  - 7 Traumbilder op. 48
  - 12 Ländler op. 50 (1890)
  - Walzer op. 90 (1910)
  - Miniaturen op. 93

- Harfe
  - Fantasie, op. 85

## Diskografie (Auswahl)
- Symphonien Nr. 1 & 2, WDR Sinfonieorchester, Karl-Heinz Steffens. cpo 2015.
- Klavierkonzert op. 27 und Serenade Nr. 5, Franz Vorraber, Orchestre Philharmonique du Luxembourg, Alun Francis. cpo 2003.[6]
- Streichquartette op. 58, op. 62, op. 106 und op. 71, Minguet Quartett. Musikproduktion Dabringhaus und Grimm 2000/2001.
- Symphonien Nr. 1 & 2, Mährische Philharmonie, Manfred Müssauer. Thorofon 1996.[7]